# Gunnar Bolin (journalist)
Gunnar Ernst Wilhelm Bolin, född 5 oktober 1957 i Stockholm, är en svensk kulturjournalist. 

## Biografi
Efter studier i litteraturvetenskap och filmvetenskap vid Stockholms universitet gick han Dramatiska Institutets radioproducentutbildning. Han anställdes på Sveriges Radio 1986, och knöts till kulturredaktionen 1989 som programledare, kritiker och producent.
Mellan 2001 och 2003 var Bolin Sveriges Radios korrespondent i Berlin, och under åren 2010–2014 var han SR:s kulturkorrespondent.
Bolin har flera gånger bevakat OS och fotbolls-VM, delvis med fokus på idrotten, delvis på det runtomkring som konst och arkitektur samt hur lokalbefolkningen påverkas.
Inför varje julafton från 1990 till 2023 gjorde Gunnar Bolin tillsammans med Karsten Thurfjell en uppesittarkväll i Sveriges Radio P1. De besökte olika platser i Europa, och vävde samman sina upplevelser med trams, uppläsningar och musik.
Säsongen 2017/18 tävlade han tillsammans med Amie Bramme Sey i SVT:s frågesportsprogram På spåret och kom på andra plats. År 2018 var han aktuell som programledare för "Bergmanpodden" i P1, där alla Ingmar Bergmans biofilmer i egen regi diskuterades och betygsattes.

## Skrivande
2019 publicerade Gunnar Bolin boken Hovjuvelerarens barn där han beskriver delar av sin släkts liv och bakgrund i Ryssland, Österrike och Sverige. Där finns bland andra tsarens hovjuvelerare W.A. Bolin och den framstående socialdemokratisk politikern i Österrike Karl Seitz. W.A. Bolin öppnade en filial i Stockholm 1916, som blir det enda kvarvarande i familjens ägo efter den ryska revolutionen. Även Gunnar Bolins farfar Ernst Hoffenreich var aktiv socialdemokratisk politiker i Österrike. Bolins farmor lämnar Österrike för Sverige med ena sonen efter att Österrike införlivats i Tyskland 1938, medan den andra ska bara avsluta skolgången. Denne, Bolins far, blir inkallad och är soldat i Polen, Norge och Frankrike innan han till slut kommer till Sverige.

## Utmärkelser
År 2010 tilldelades Bolin Lukas Bonniers Stora journalistpris, med motiveringen ”för lustfylld kulturjournalistik och imponerande bredd.” År 2016 tilldelades han årets kulturpris av Stiftelsen Renässans för humaniora "för hans mångsidighet i ett varierande och imponerande programutbud under flera decennier".